# فاروق فلوكس
فاروق توفيق صالح (11 فبراير 1937 -): ممثل مصري. حصل على بكالوريوس هندسة. عمل في السينما والمسرح والتلفزيون وانضم إلى فرقة الفنانين المتحدين. وعمل بها مدة طويلة قبل أن ينفصل عنها، ثم يعود إليها مرة أخرى. وهو والد الفنان أحمد فلوكس.

## حياته
ولد عام 1936م، وبعد أن اتم دراسته الأولية، التحق بكلية الهندسة، وخلال فترة الدراسة انضم إلى فريق التمثيل في الجامعة، وبدأ التمثيل على خشبة المسرح في حقبة الستينات مع الفنان فؤاد المهندس من خلال مسرحية (أنا وهو وهى)، لكنه اشتهر على نحو كبير في عام 1969 من خلال أدائه لشخصية سليط في مسرحية (سيدتي الجميلة) المقتبسة عن مسرحية (بيجماليون) لجورج برنارد شو، واستمر في العمل المسرحي في مسرحيات (سنة مع الشغل اللذيذ، قصة الحي الغربي، أولاد علي بمبة، مين ما يحبش زوبة، الواد سيد الشغال)، كما أدى عشرات الشخصيات المساعدة في السينما والتليفزيون، من أشهر أفلامه: (توحيدة، درب الهوى، قضية عم أحمد، الراقصة والسياسي)، ومن مسلسلاته (دموع في عيون وقحة، رأفت الهجان، الزيني بركات، هوانم جاردن سيتي، عائلة الحاج متولي).

## الأعمال
من المسلسلات التي عمل بها:
«الزيني بركات»، «البراري والحامول»، «رأفت الهجان»، «دموع في عيون وقحة»، «عائلة الحاج متولي».
وفي مسرحيات «الواد سيد الشغال» و«خيل الحكومة»، و«سيدتي الجميلة».
الأفلام: «برج العذراء» و«الراقصة والسياسي»
- 1975: حبي الأول والأخير
- فوازير عمو فؤاد

## روابط خارجية
- فاروق فلوكس على موقع IMDb (الإنجليزية)
- فاروق فلوكس على موقع الدهليز
- فاروق فلوكس على موقع قاعدة بيانات الأفلام العربية
- فاروق فلوكس على موقع قاعدة بيانات الفيلم (الإنجليزية)